# Simmental
Simmental is een rundveeras dat van oorsprong uit de Zwitserse regio Berner Oberland,  kanton Bern komt. De Simmental wordt geclassificeerd als een dubbeldoelras en wordt voor zowel de melk als voor het vlees gehouden. Een aantal andere Europese rundveerassen, zoals de Montbéliarde en de Fleckvieh, stammen af van de Simmental.
Wereldwijd zijn er zo'n 41 miljoen Simmental-runderen, waarmee het een van de grotere rundveerassen op de wereld is. De Simmental is vooral populair in Oost- en Centraal-Europa, maar ook op de Balkan en in Centraal-Azië. In de jaren '90 telde de Sovjet-Unie bijna 13 miljoen Simmental runderen, hetgeen een kwart van de rundveestapel toentertijd was.